# El Tecolote, Contepec
El Tecolote är en ort i Mexiko.   Den ligger i kommunen Contepec och delstaten Michoacán de Ocampo, i den sydöstra delen av landet, 140 km nordväst om huvudstaden Mexico City. El Tecolote ligger 2 404 meter över havet och antalet invånare är 262.
Terrängen runt El Tecolote är kuperad åt sydväst, men åt nordost är den platt. Runt El Tecolote är det ganska tätbefolkat, med 75 invånare per kvadratkilometer. Närmaste större samhälle är Tepuxtepec, 7,2 km öster om El Tecolote. I omgivningarna runt El Tecolote växer huvudsakligen savannskog.